# Белов, Владимир Александрович (военный врач)
Владимир Александрович Белов (род. 26 августа 1955, Муром, Владимирская область) — российский военный врач, подполковник медицинской службы, Герой Российской Федерации (1995).

## Биография
Владимир Белов родился 26 августа 1955 года в городе Муром Владимирской области. В 1973 году он окончил среднюю школу, в 1976 году — Муромское медицинское училище. В 1976—1978 годах проходил службу в Советской Армии в пограничных войсках, в должности фельдшера дивизиона пограничных катеров Прибалтийского пограничного округа (Хаапсалу, Эстонской ССР). После демобилизации учился на педиатрическом факультете Горьковского медицинского института. В 1982 году повторно был призван в армию, окончил военно-медицинский факультет того же института, после чего служил на военно-медицинских должностях. В 1984 году был направлен для прохождения службы в Группу советских войск в Германии: служил в поликлинике 8-й гвардейской армии, в Центральном госпитале ГСВГ, начальником медицинской службы батальона в 39-й гвардейской мотострелковой дивизии.
С 1993 года подполковник медицинской службы Владимир Белов командовал медицинской ротой 27-й отдельной гвардейской мотострелковой Севастопольской Краснознамённой бригады ВДВ. В этом качестве с января по апрель 1995 года участвовал в первой чеченской войне в составе санитарного батальона сводного полка 106-й дивизии ВДВ. Во время боёв за Грозный был огромный поток раненых — около 70 в сутки. Зачастую в условиях обстрела противником, отсутствия воды и освещения Белов проводил операции и готовил раненых к эвакуации в госпиталь. Во время разрыва вражеского снаряда он получил контузию, но продолжал оперировать. Своей самоотверженной работой военный врач спас десятки солдатских и офицерских жизней. В дальнейших боях в районе Аргуна Белов с автоматом прикрывал бойцов бригады, пока они выполняли свою боевую задачу.
Указом Президента Российской Федерации № 470 от 21 июля 1995 года за «спасение жизни раненных в боях солдат и офицеров, мужество и героизм» подполковник медицинской службы Владимир Белов был удостоен высокого звания Героя Российской Федерации с вручением медали «Золотая Звезда».
Белов В. А. — первый военный медик, удостоенный звания Героя России. Продолжал службу во внутренних войсках МВД России.
В мае 1999 года Белов был уволен в запас. В настоящее время проживает в городе Железнодорожный Московской области, работает руководителем медицинского центра «Здоровье», занимается общественной деятельностью.